# Toyota Carina
Toyota Carina bezeichnet eine Mittelklasse-Modellreihe des japanischen Automobilherstellers Toyota, die von Sommer 1970 bis Mitte 2001 in zahlreichen Generationen vertrieben und später durch die Modellreihen Toyota Allion und Toyota Avensis ersetzt wurde. Bereits die erste Carina-Baureihe bot die Basis für das im Herbst 1970 präsentierte Sportcoupé Toyota Celica. Bis 1983 hatten alle Carinas und Celicas Hinterradantrieb. Der Motor war vorn längs eingebaut. Er trieb über ein Vier- oder Fünfganggetriebe und eine geteilte Kardanwelle die starre Hinterachse an. Sie war an fünf Lenkern geführt, dazu gehörten Schraubenfedern und Teleskopstoßdämpfer. Die Vorderräder mit Kugelumlauflenkung waren an MacPherson-Federbeinen und Querlenkern aufgehängt. Vorn gab es Scheibenbremsen, hinten Trommelbremsen, hydraulisch betätigt mit zwei Bremskreisen.
Danach wurde eine neue Plattform mit Frontantrieb eingeführt.

## Carina (A12, 1970–1975)
Die erste Generation des Carina wurde in Deutschland von Herbst 1970 bis Ende 1975 angeboten. Zu Beginn gab es nur zwei Karosserievarianten, eine Limousine mit zwei oder vier Türen, und zwei Motorvarianten, 58 kW (79 PS) und 63 kW (86 PS), beides Ottomotoren. Erhältlich war der Carina in den Ausstattungen DX und ST. Der ST war das sportliche Modell der Baureihe mit Fünfganggetriebe. Alle anderen Modelle hatten ein T40-Vierganggetriebe.
1972 erhielt der A12 ein Facelift, bei dem unter anderem der Tankeinfüllstutzen nicht mehr am Heck war. 1973 erschien dann der erste Carina mit Dieselmotor und 1975 bekam der Carina sein letztes Facelift vor dem Modellwechsel.
Zusätzlich zu den Modellen auf dem Markt aller Länder gab es in Japan noch ein zweitüriges Hardtop-Coupe. Auf Basis des Carina entstand auch der Celica A20 und A35.

## Carina (A14, 1975–1978)
Wie schon beim Vorgänger gab es den A14 mit zwei und vier Türen. Jedoch war die Carina fortan in Deutschland (ab Frühjahr 1976, Japan bereits im Herbst 1975) nur noch mit 55 kW (75 PS) erhältlich. Die sportliche ST-Variante wurde ersatzlos gestrichen. In Deutschland musste man auf das Fünfganggetriebe verzichten.
Diese Generation ist allerdings nicht nur optisch und antriebsseitig völlig anders. Mit Generation zwei wuchs der Radstand des Carina. Das Hardtop-Coupé war auch diesmal nur in Japan erhältlich.

## Carina (A4, 1978–1982)
Im Frühjahr 1978 führte Toyota die Baureihe A4 ein. Erstmals gab es den Carina in Europa nun auch als fünftürigen Kombi. Dessen starre Hinterachse wurde nicht an Lenkern geführt, sondern hatte Blattfedern. Die zweitürige Limousine entfiel in Europa, sie wurde nur noch in Japan angeboten. Nicht mehr lieferbar war der Dieselmotor, die Leistung des Ottomotors blieb in Deutschland gleich. Die Ausstattungen bekamen neue Namen, das Grundmodell hieß schlicht Carina, hinzu kam der Deluxe und der GL. Der Deluxe war nur mit Automatikgetriebe erhältlich.
Im Januar 1980 kam ein Facelift und im Oktober desselben Jahres war das Fünfganggetriebe für alle Modelle erhältlich, auch für den Deluxe. Das Grundmodell wurde wieder in DX umbenannt. Auf Basis des Carina gab es zusätzlich noch den Celica A40 und eine viertürige Version mit dem Namenszusatz Camry (siehe auch Toyota Camry), die neu dazu kam, allerdings nur für Japan. Wieder nur für Japan wurden das Hardtop-Coupé und die zweitürige Limousine verkauft.

## Carina (A6, 1982–1984)
Mit einer nur knapp zweijährigen Bauzeit (Anfang 1982 bis Herbst 1983) war der Baureihe A6 nur ein kurzes Leben gegönnt. Die Karosserie war gegenüber der Baureihe A4 deutlich geglättet und kantiger. Von den drei Ausstattungen blieb in Deutschland nur noch der DX übrig. Diese gab es gegen Aufpreis auch mit Automatikgetriebe.
In Japan wurde die vorige Baureihe weiterhin als Celica A60 und Celica Camry angeboten. Beim neuen Carina A6 blieben dort die Karosserievarianten, Ausstattungsvarianten weiterhin erhalten. Das Hardtop-Coupé wurde jetzt auch in Europa, jedoch nicht in Deutschland, verkauft. Den Kombi konnte man in Japan auch mit dem für schwere Lasten geeigneten Heavy-Duty-Fahrwerk erwerben.

Obwohl schon Ende 1983 das Nachfolgemodell vorgestellt wurde, ist das letzte hinterradgetriebene Modell der Carina-Reihe in bestimmten Ausführungen noch bis 1988 gefertigt worden.

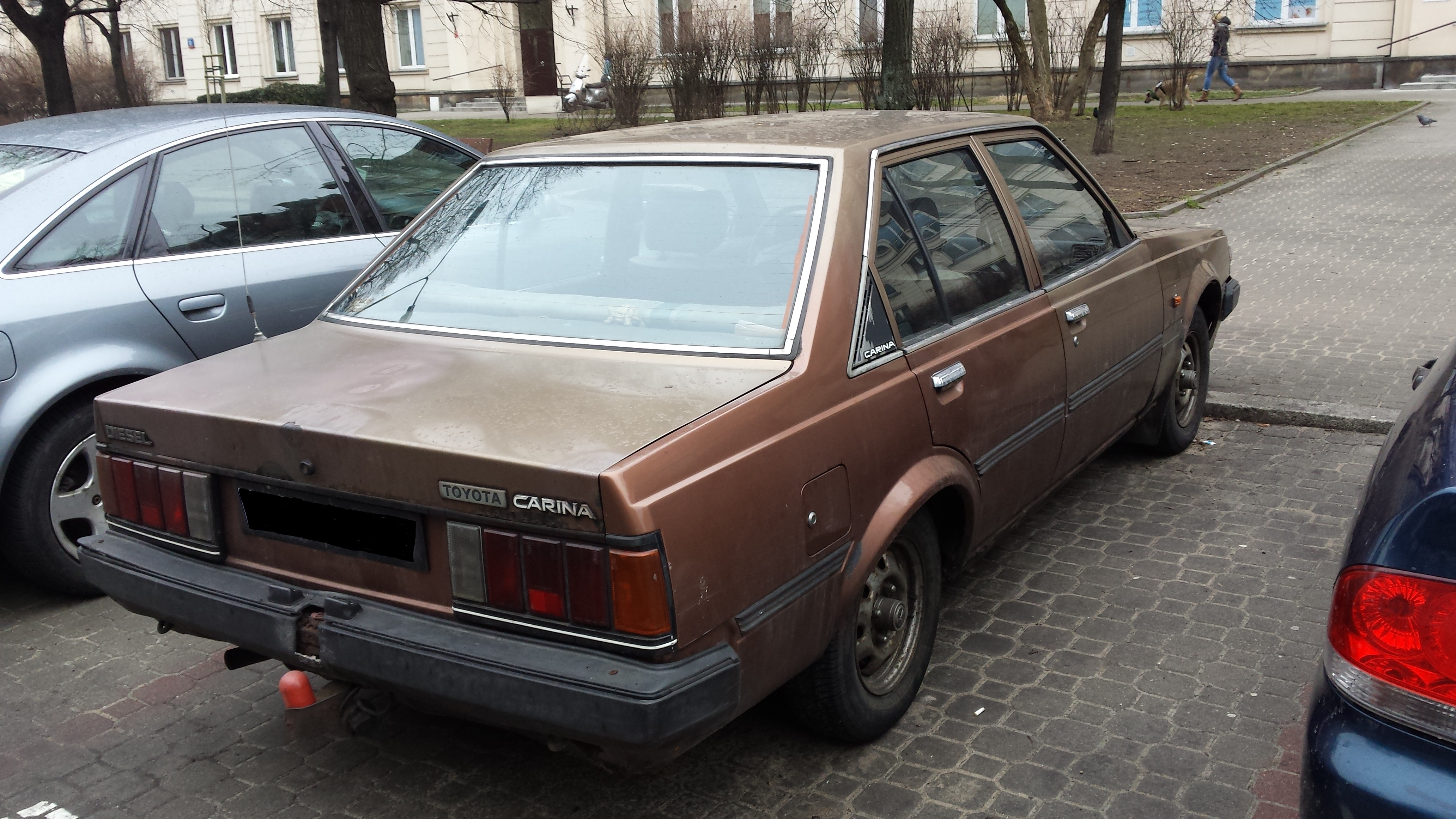
Heckansicht
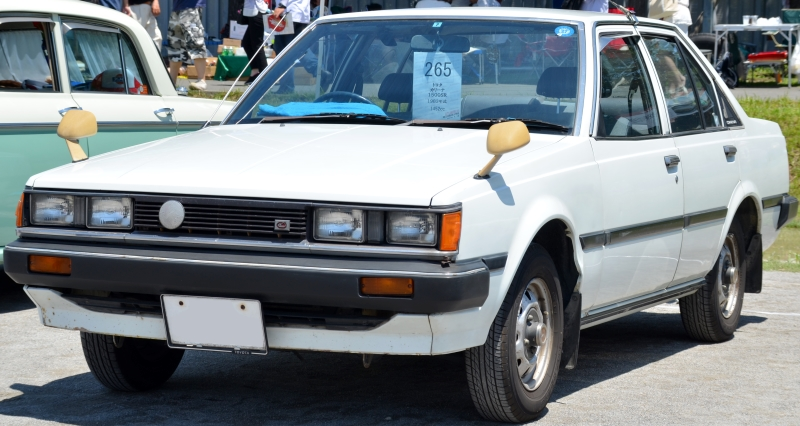
Carina 1500 SG (Japan)
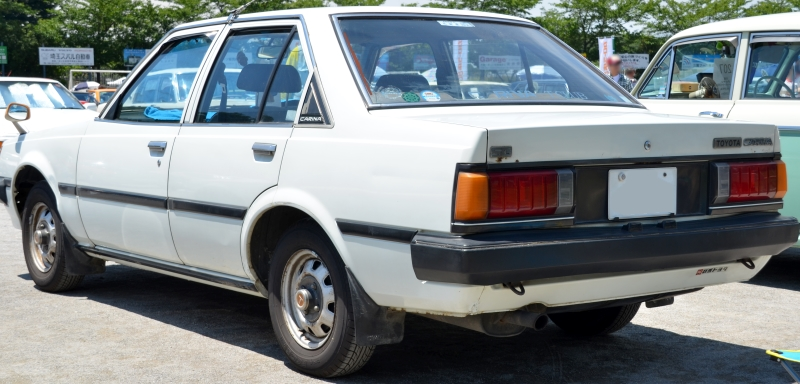
Heckansicht
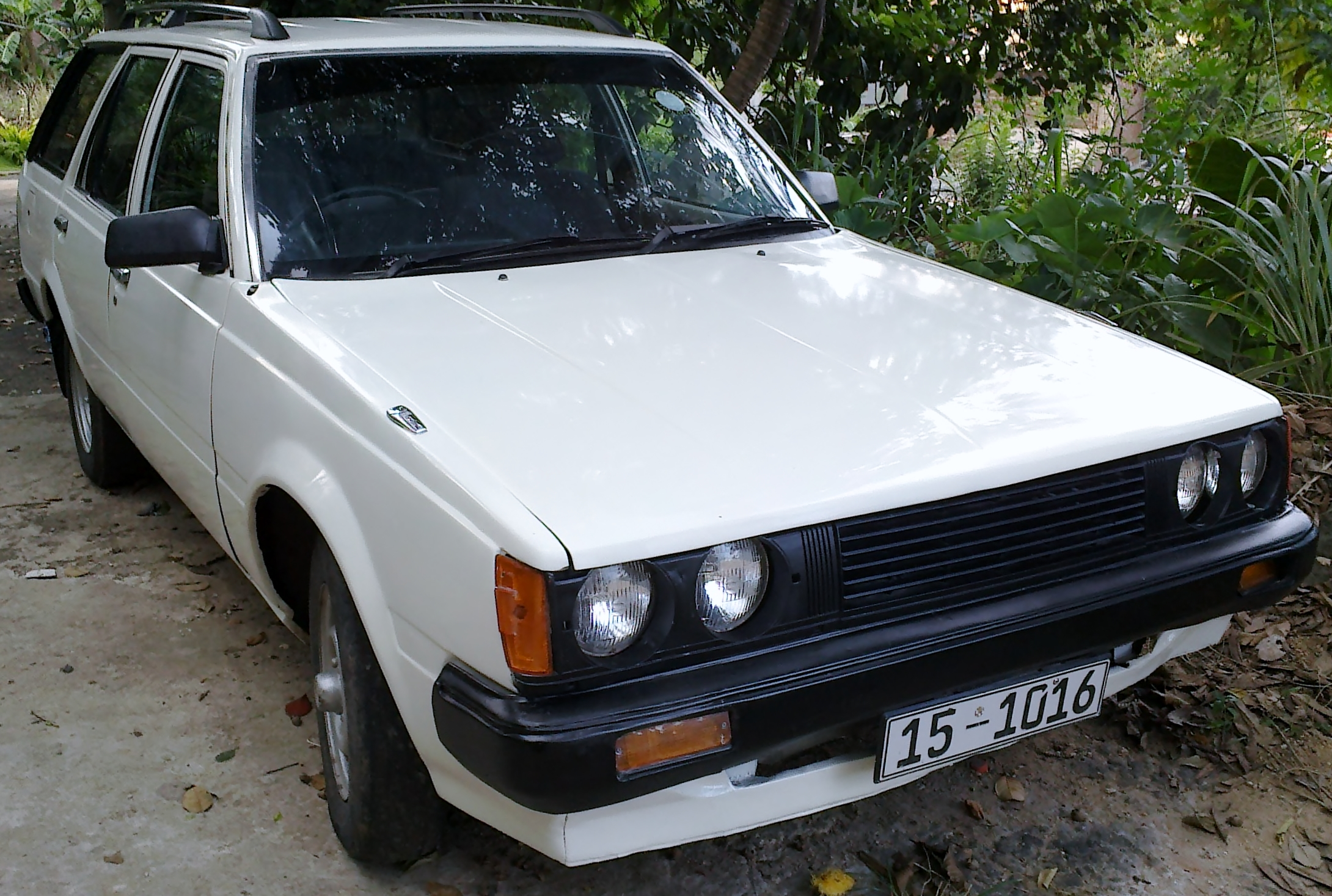
Toyota Carina Wagon

## Carina (T150/T160, 1984–1988)
Ab Anfang 1984 teilte sich der Carina die Frontantriebsplattform mit dem Corona, war jedoch weiterhin sportlicher ausgelegt als dieser.

### Carina II (T15, 1984–1987)
Für den europäischen Markt wurde der Carina im Frühjahr 1984 vom Carina II abgelöst. Dieser ist, im Gegensatz zum Carina, baugleich zum Toyota Corona für den japanischen Markt. Der Kombi entfiel, stattdessen erschien ein fünftüriger Liftback (Schrägheck mit großer Heckklappe, einzeln umklappbaren und in der Neigung verstellbaren Rücksitzen). Die Motorenpalette stieg in Deutschland auf vier Varianten, deren stärkstes Modell 75 kW (101 PS) hatte. Das kleinste Modell (1,6l) hatte 63 kW (86 PS). Zusätzlich zum DX gab es den GL, XL, SX und GLi. Der Liftback bekam das Automatikgetriebe.
Im Dezember 1985 kam ein Facelift. Es gab neue Motoren, darunter ein neuer Zwei-Liter-Dieselmotor, was der bis zu diesem Zeitpunkt hubraumstärkste Motor der Carina-Geschichte war.

1986 versorgte Toyota die 1,6-Liter-Motoren mit Katalysatoren. 1987 ergänzte ein weiter 1,6-Liter-Motor die Palette, wobei der 1,8-Liter-Motor verschwand.

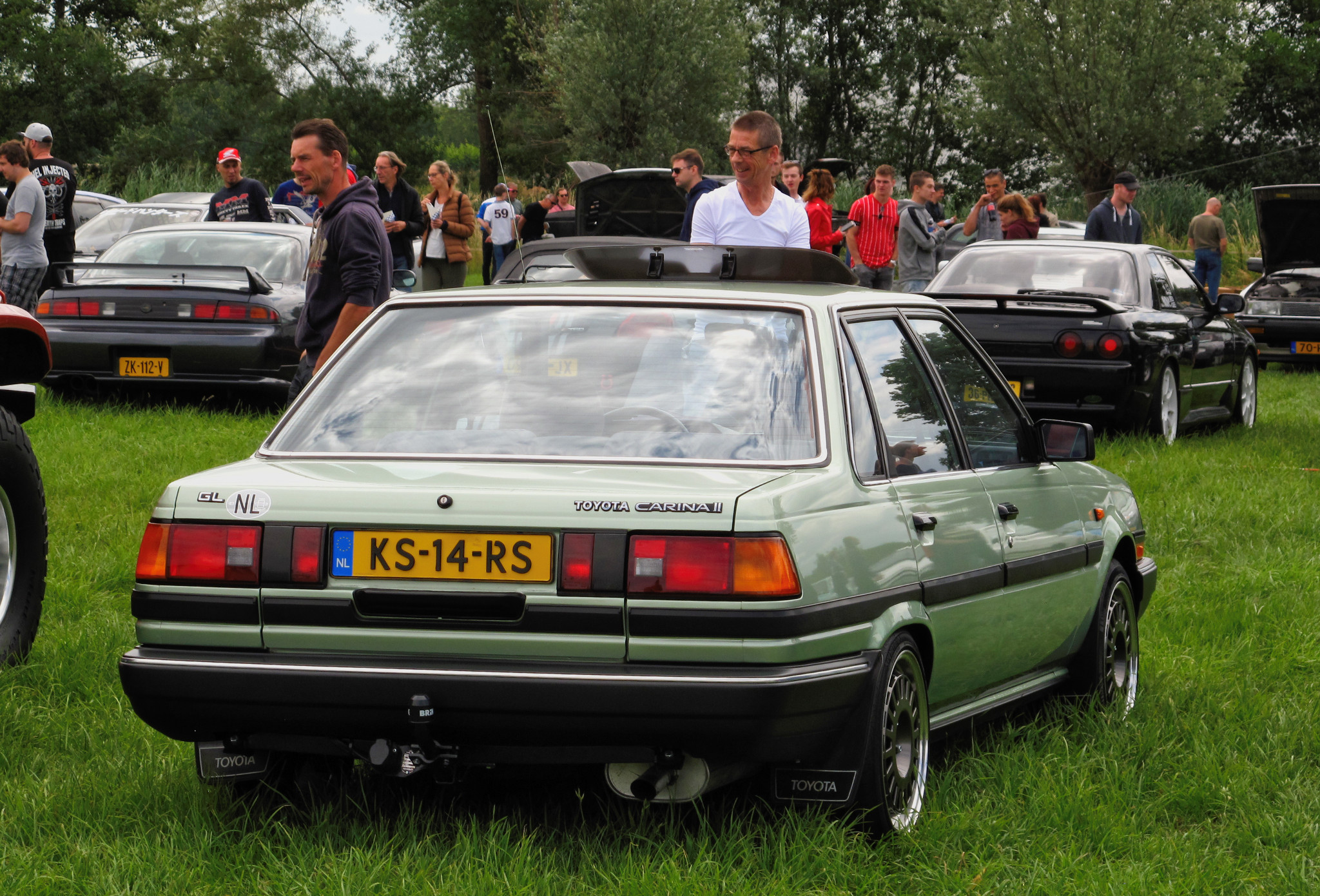
Heckansicht
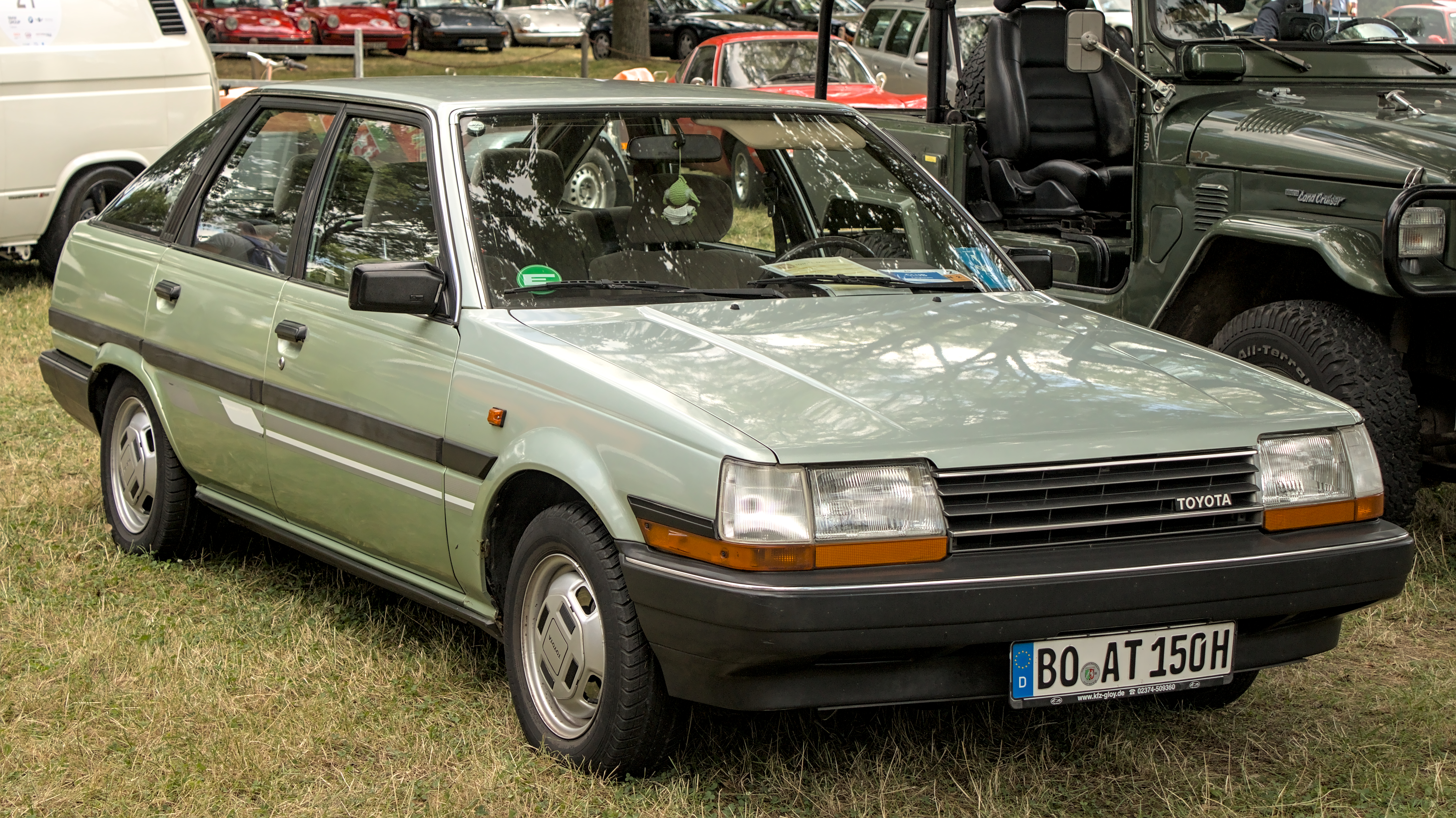
Schrägheck
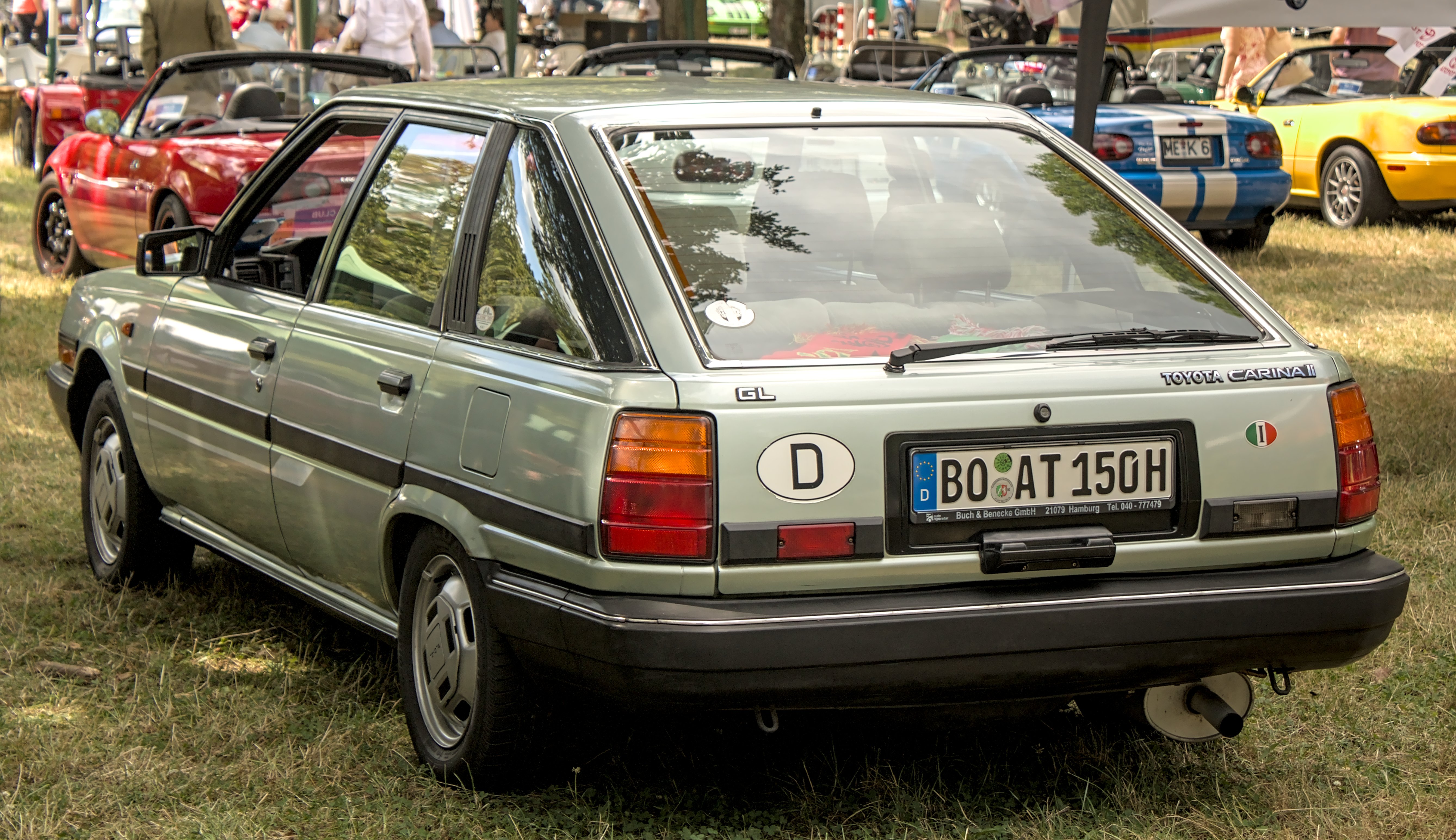
Heckansicht

## Carina (T170/T180, 1988–1992)

### Carina II (T17, 1988–1992)
Anfang 1988 kam der Carina der Baureihe T17 auf den Markt. Anfangs gab es jedoch keinen achtventiligen Zweiliter-Motor, frühere Kunden dieses Motors wurden mit einem neuen 89 kW (121 PS) starken 2,0 l-16V-Motor versorgt. Die Ausstattungen wurden auf zwei Varianten beschränkt, man bediente die Kunden nur noch mit XL (1.6) und GL (1.6, 2.0). Der später folgende achtventilige Zwei-Liter-Motor erhielt wieder als einziges Modell das Automatikgetriebe, Ausnahme stellt hier allerdings der Kombi dar. Der Kombi wurde in Deutschland nur als XL(i)-Ausstattung angeboten.
In Japan fuhr man wieder zweigleisig, mit dem Corona (in diesem Fall einer Variante des europäischen Carina) und dem Carina. Beide hatten eine hohe Anzahl Ausstattungen, es blieb bei den üblichen Motoren, somit auch beim Diesel.
1989 erschien der bereits erwähnte Zwei-Liter-Motor-8V, der sogar mit Katalysator ausgerüstet war. Fünf Monate später, im September 1989, entschied Toyota, den Katalysator auch in die 1,6-l-Motoren mit 66 kW (90 PS) einzubauen. Zur gleichen Zeit kam auch der Carina 2000, ein sportlicher Liftback, als Sondermodell.
Im März 1990 bekam der Carina T17 ein Facelift und der Höhenflug des Katalysators ging weiter. Der 1,6 l-16V-Motor mit 66 kW wurde noch von einem elektronisch geregelten Vergaser mit Benzin versorgt. Der dann folgende 72 kW (98 PS)-Motor war eine Weiterentwicklung dieses fast unverwüstlichen Motors (4A-FE) und eine kleine Revolution. Dieser Motor war der erste sogenannte Magermix-Motor im Carina und wurde in diesem Zuge mit einer Multipoint-Benzineinspritzung ausgerüstet. Bei verbrauchsorientierter Fahrweise lässt sich ein Verbrauch von 5,5 bis 6,0 l auf 100 km erzielen, der Volllastverbrauch hingegen ist eher klassenüblich. Die 66 kW-Version entfiel damit.
Zusätzlich zu den genannten Motoren gab es einen 2,0 l-Dieselmotor ohne Turboaufladung mit 51 kW (72 PS). Laufleistungen von 500.000 km und mehr sind eher die Regel als die Ausnahme. Durch Grau-Importe kamen solche Autos auch auf deutsche Straßen.

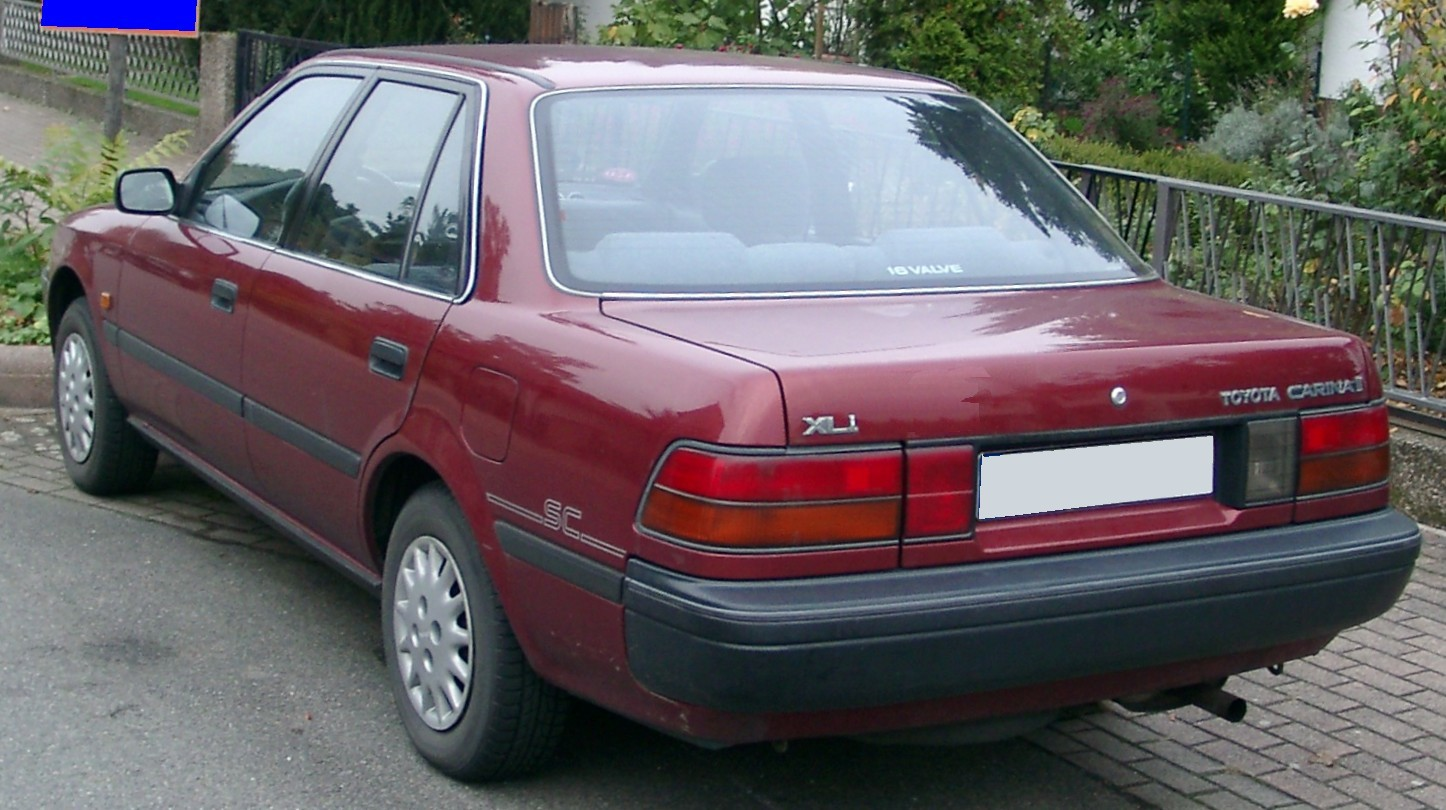
Heckansicht
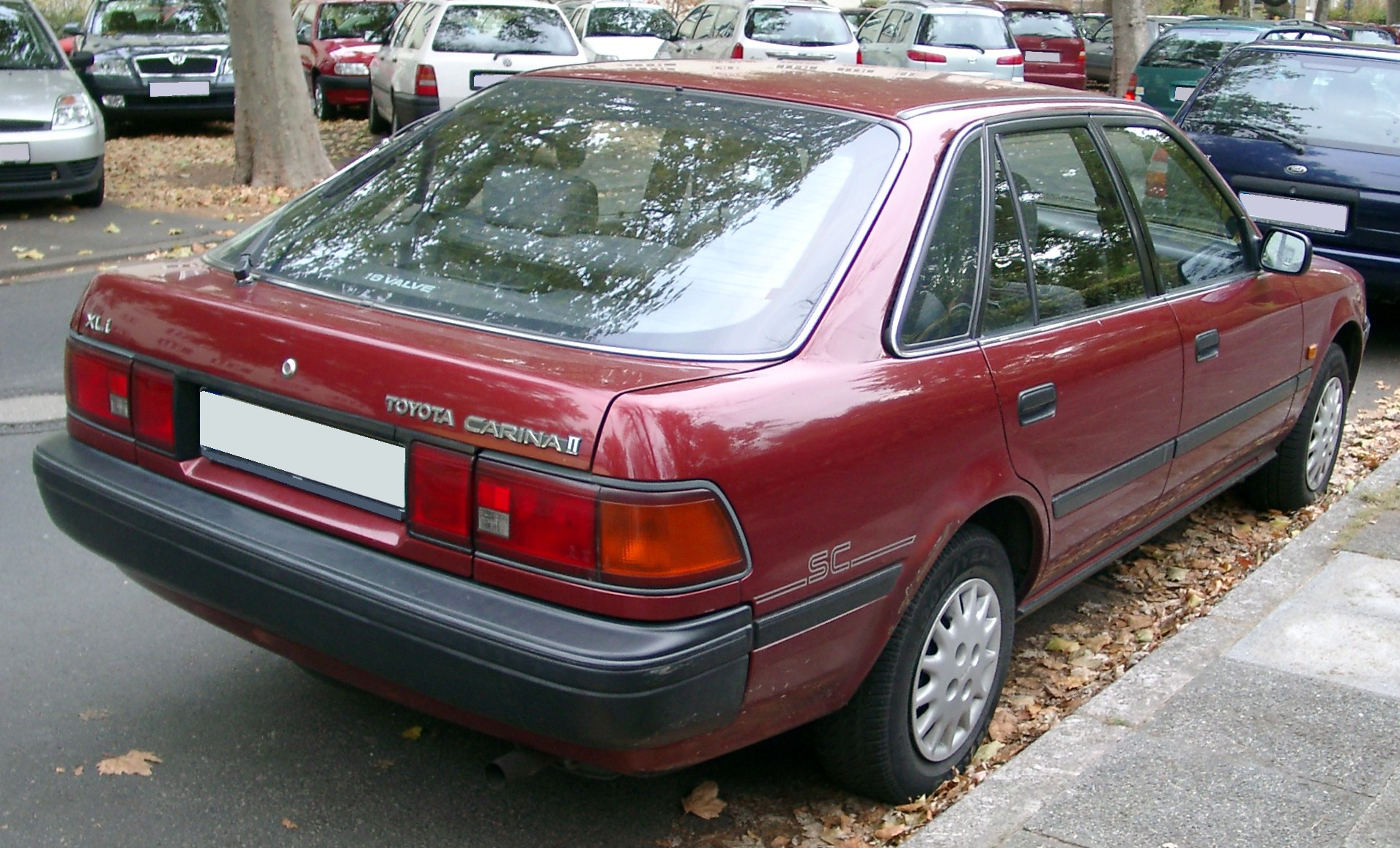
Toyota Carina II Schrägheck (1988–1992)
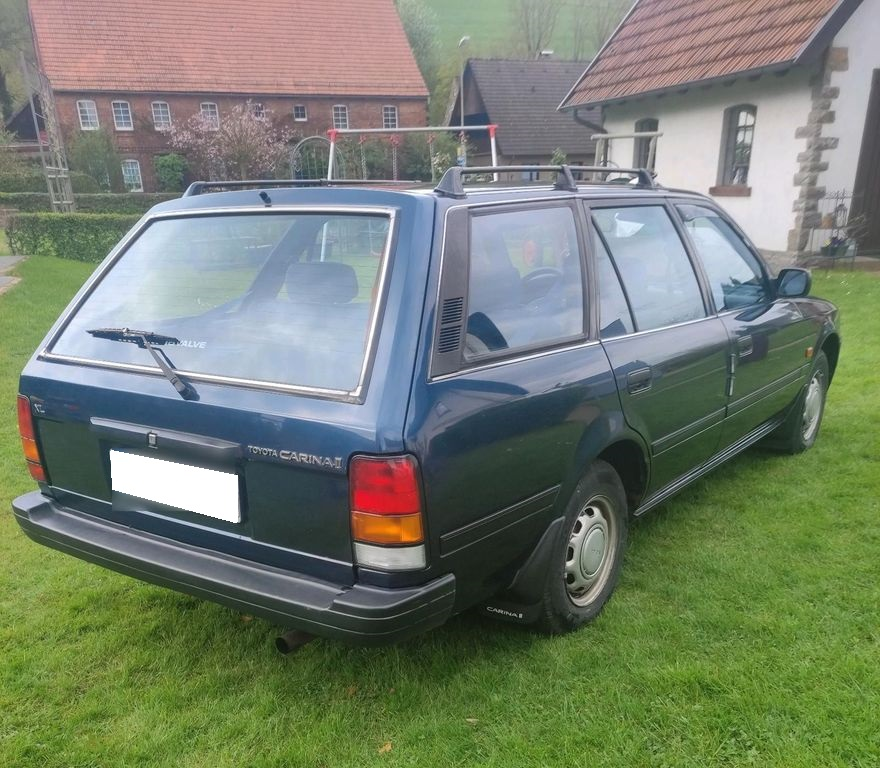
Toyota Carina II Kombi (1988–1992)

## Carina (T190, 1992–1997)

### Carina E (T19, 1992–1997)
Der Carina E (E für Europe) bzw. Carina T19 wurde speziell für den europäischen Markt entwickelt und die Produktion ab Dezember 1992 von Japan nach Burnaston (Vereinigtes Königreich) verlagert. Dank eines Magermix-Motors erreicht das Fahrzeug einen Benzinverbrauch, der mit 6,5 Liter/100 km (Stufen- und Fließheck mit 1,6-l- bzw. 1,8-l-Otto-Motor, 79 kW/107 PS) unter dem Verbrauchswert vieler Kleinwagen liegt. Die Karosserie ist im Vergleich zum Carina II deutlich größer geworden. Das Fahrzeug wurde in drei Karosserievarianten (Stufenheck, Schrägheck und Kombi) gebaut; neben verschiedenen Otto-Motoren wurde ab 1996 auch ein 2,0-l-Diesel-Motor mit 61 kW (83 PS) angeboten, der überwiegend in Belgien und Österreich verkauft wurde.
Der Carina E entspricht technisch wieder weitestgehend dem Corona, der in Japan verkauft wurde. Der Kombi wurde dort unter dem Namen Toyota Caldina verkauft.
Mitte 1996 wurde neben einer Modellpflege auch eine Verbesserung der passiven Sicherheit (Airbags, Seitenaufprallschutz etc.) vorgenommen.
Im September 1997 endete die Produktion des Carina E. Nachfolger in Europa wurde der ebenfalls in Großbritannien gebaute Avensis.

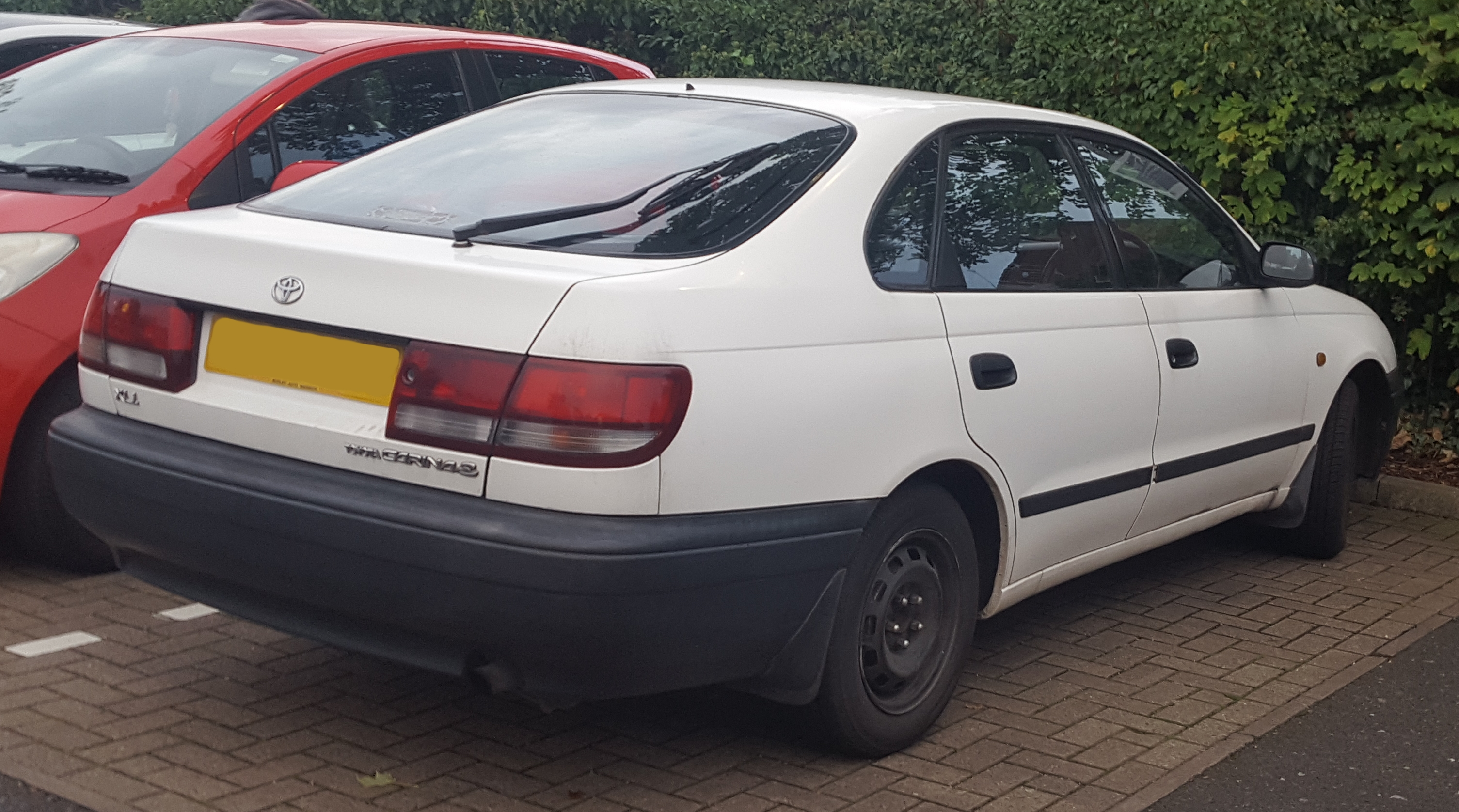
Heckansicht Schrägheck (1992–1995)
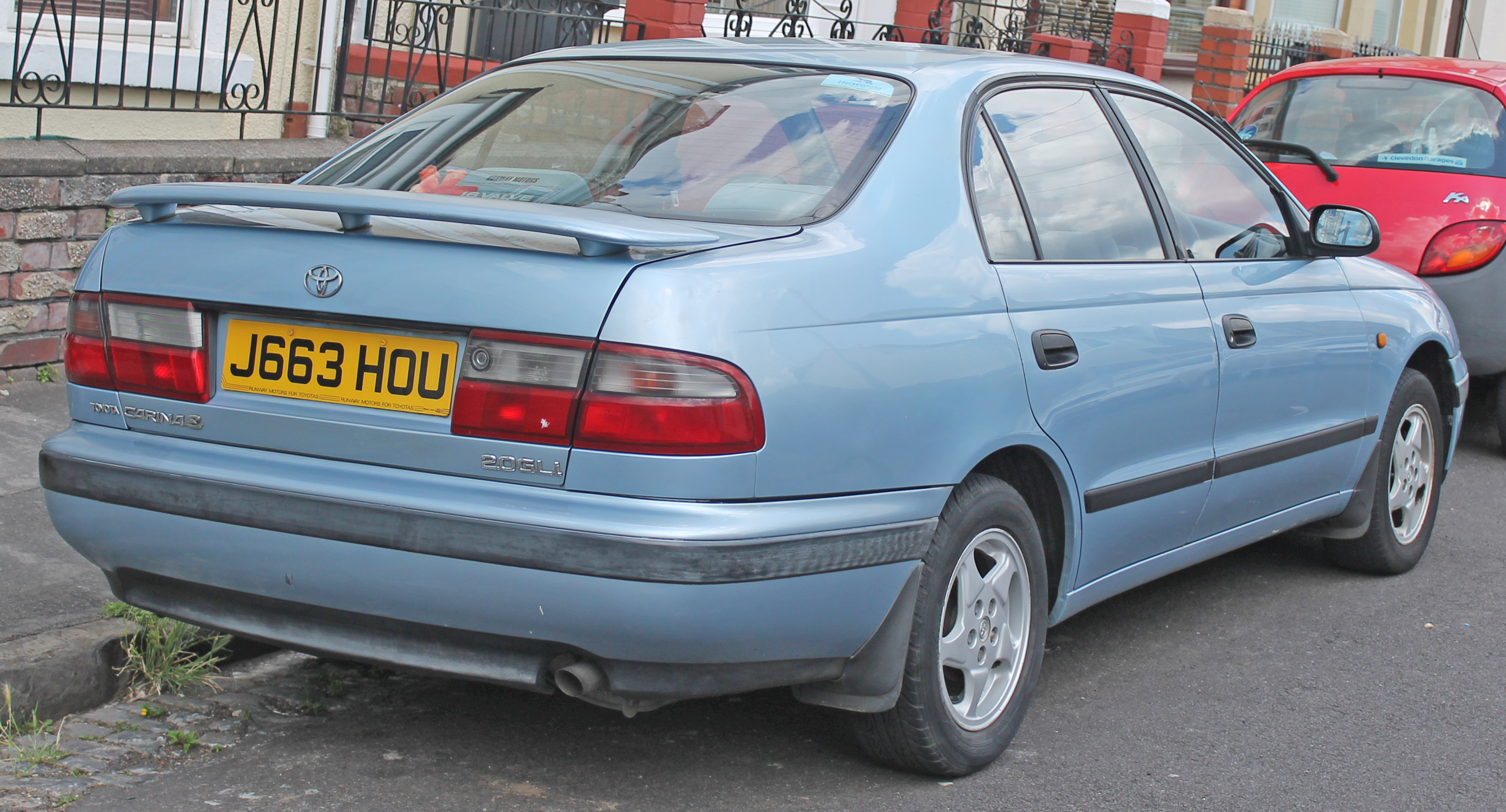
Heckansicht Stufenheck (1992–1995)

#### Modellpflege

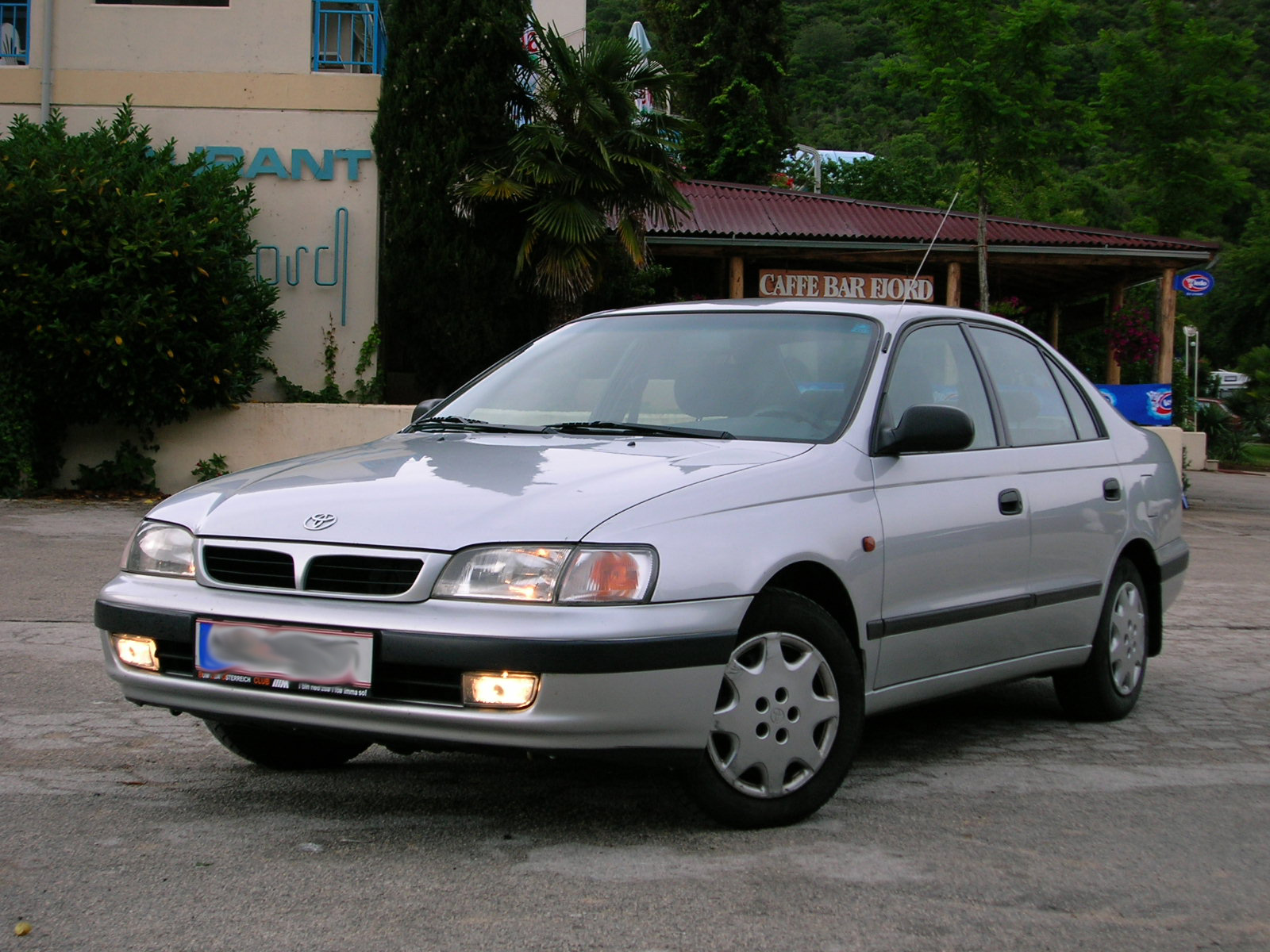
Frontansicht (1995–1997)
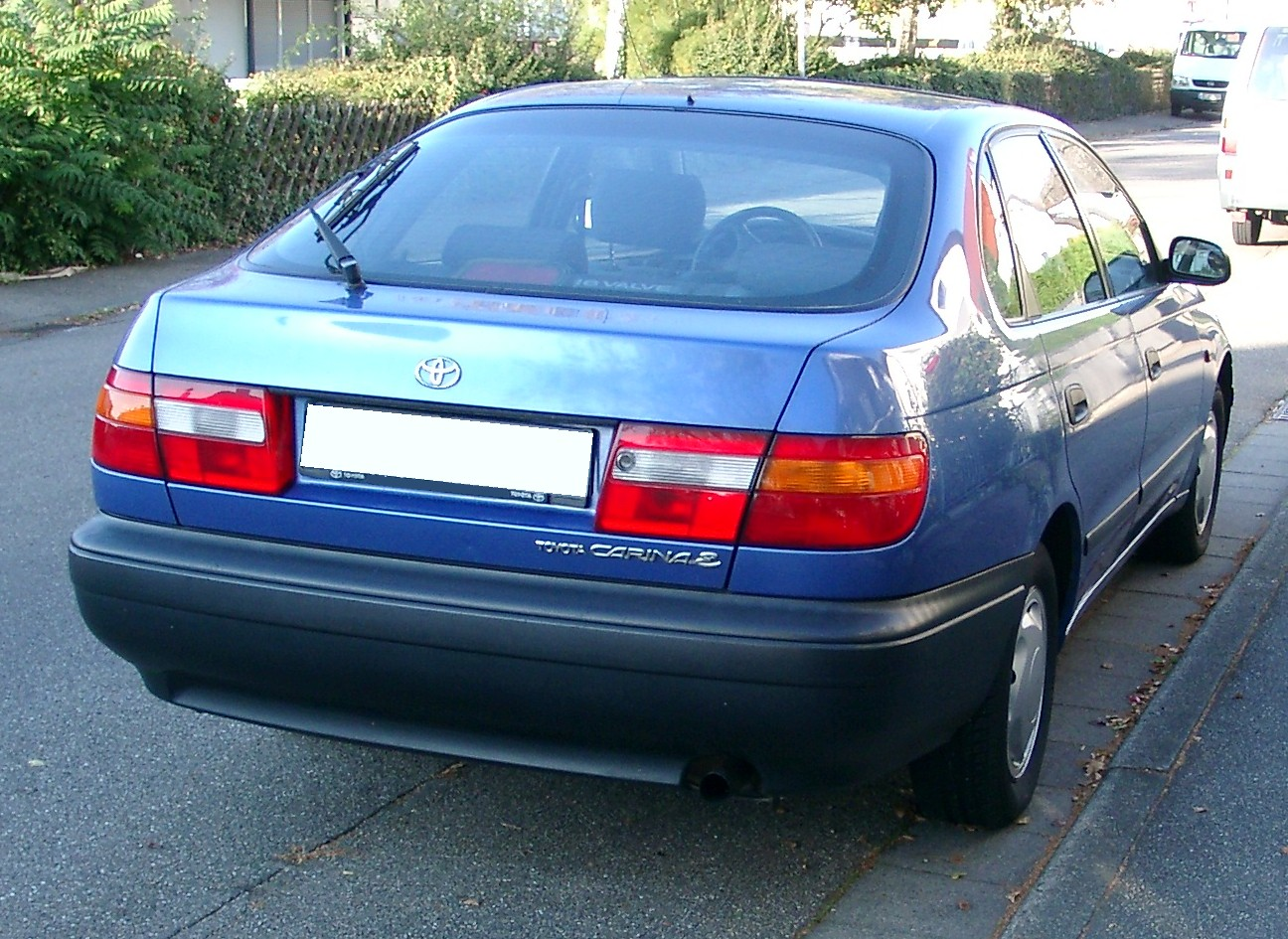
Heckansicht Schrägheck (1995–1997)
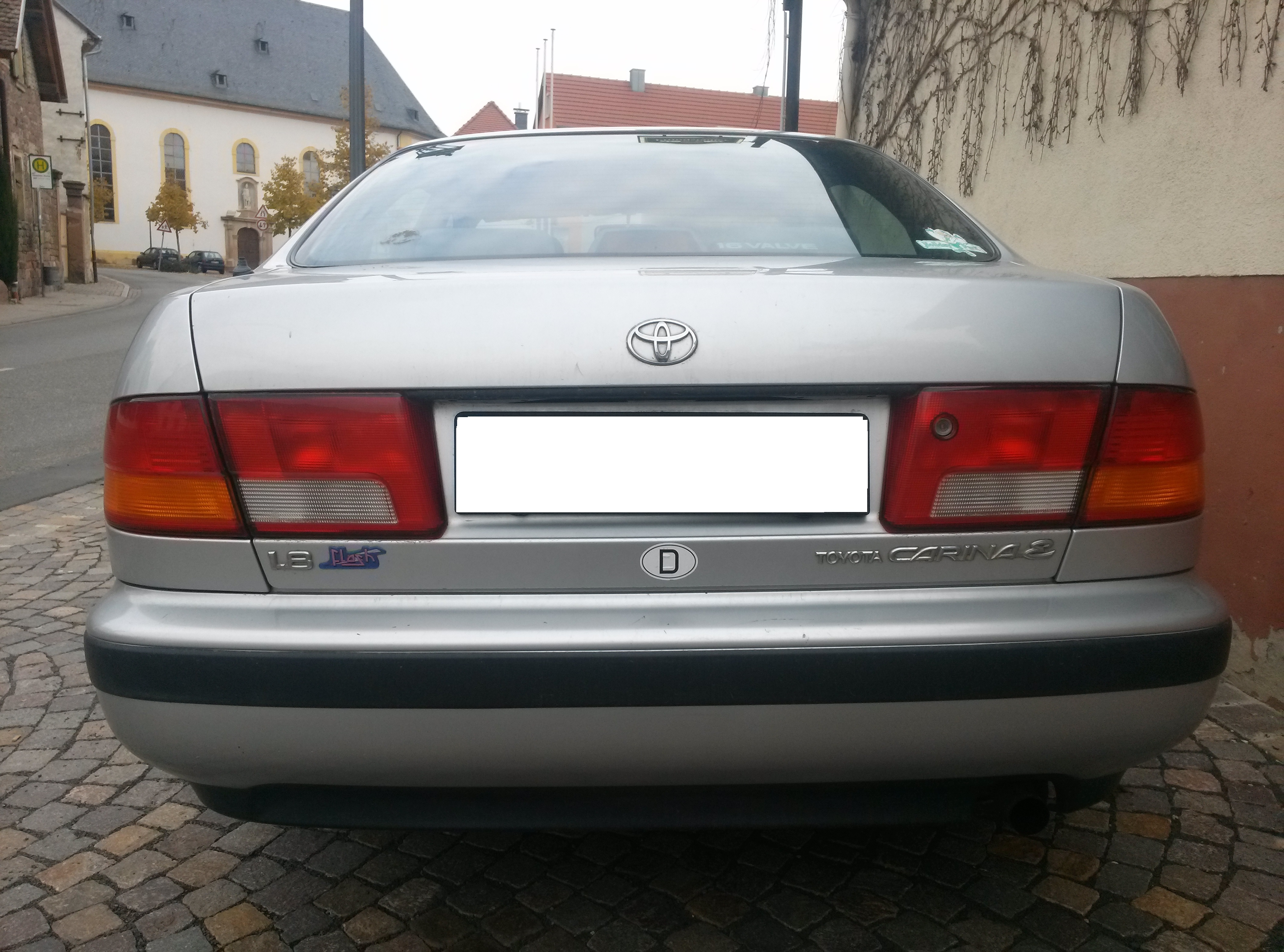
Heckansicht Stufenheck (1995–1997)
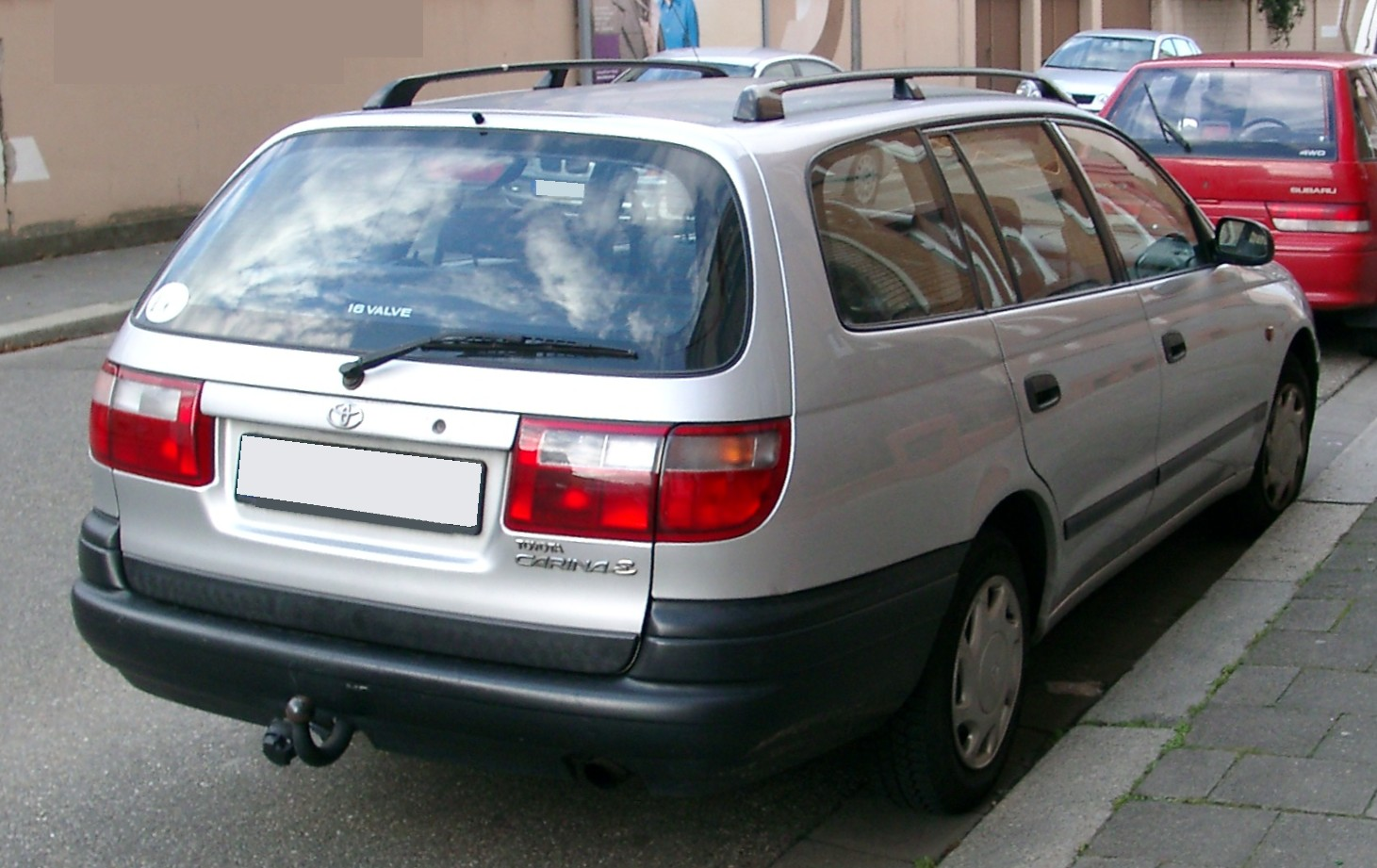
Heckansicht Kombi

#### Toyota Carina in Asien

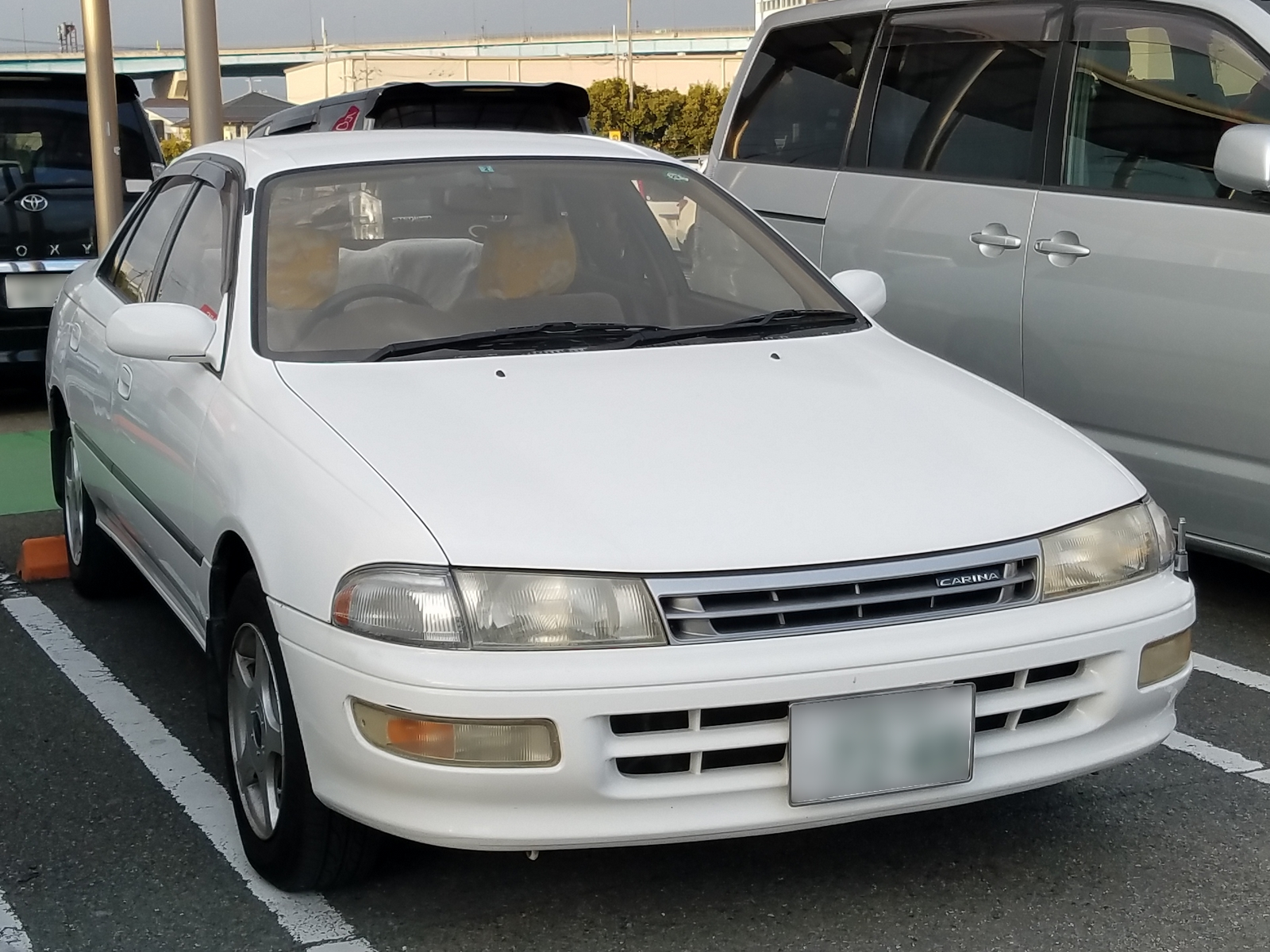
Toyota Carina Frontansicht
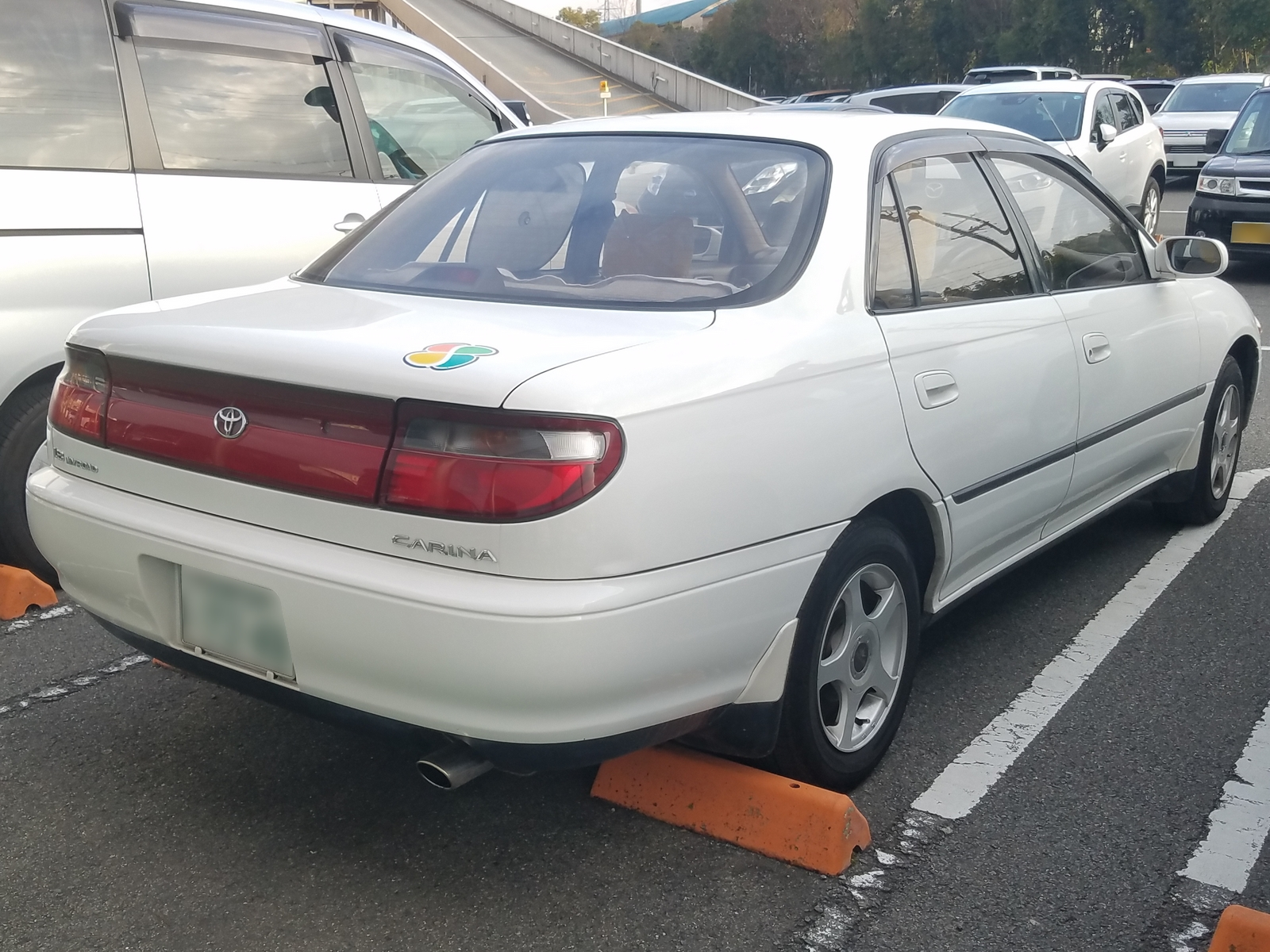
Toyota Carina Heckansicht

Den Carina E gab es mit folgenden Motoren:
Benziner
- 1,6 Liter mit 79 kW/107 PS Magermix (4A-FE)
- 1,6 Liter mit 73 kW/99 PS Magermix (Modellpflege ab 1997) (4A-FE)
- 1,8 Liter mit 79 kW/107 PS Magermix (ab 1995) (7A-FE)
- 2,0 Liter mit 98 kW/133 PS (3S-FE)
- 2,0 Liter mit 93 kW/126 PS (Modellpflege ab 1996) (3S-FE)
- 2,0 Liter mit 116 kW/158 PS GTi (3S-GE)
- 2,0 Liter mit 129 kW/175 PS GTi (Modellpflege ab 1994) (3S-GE)

Diesel
- 2,0 Liter mit 54 kW/73 PS (2C)
- 2,0 Liter mit 61 kW/83 PS Turbodiesel (Modellpflege ab 1996) (2C-T)

### Carina E GTi

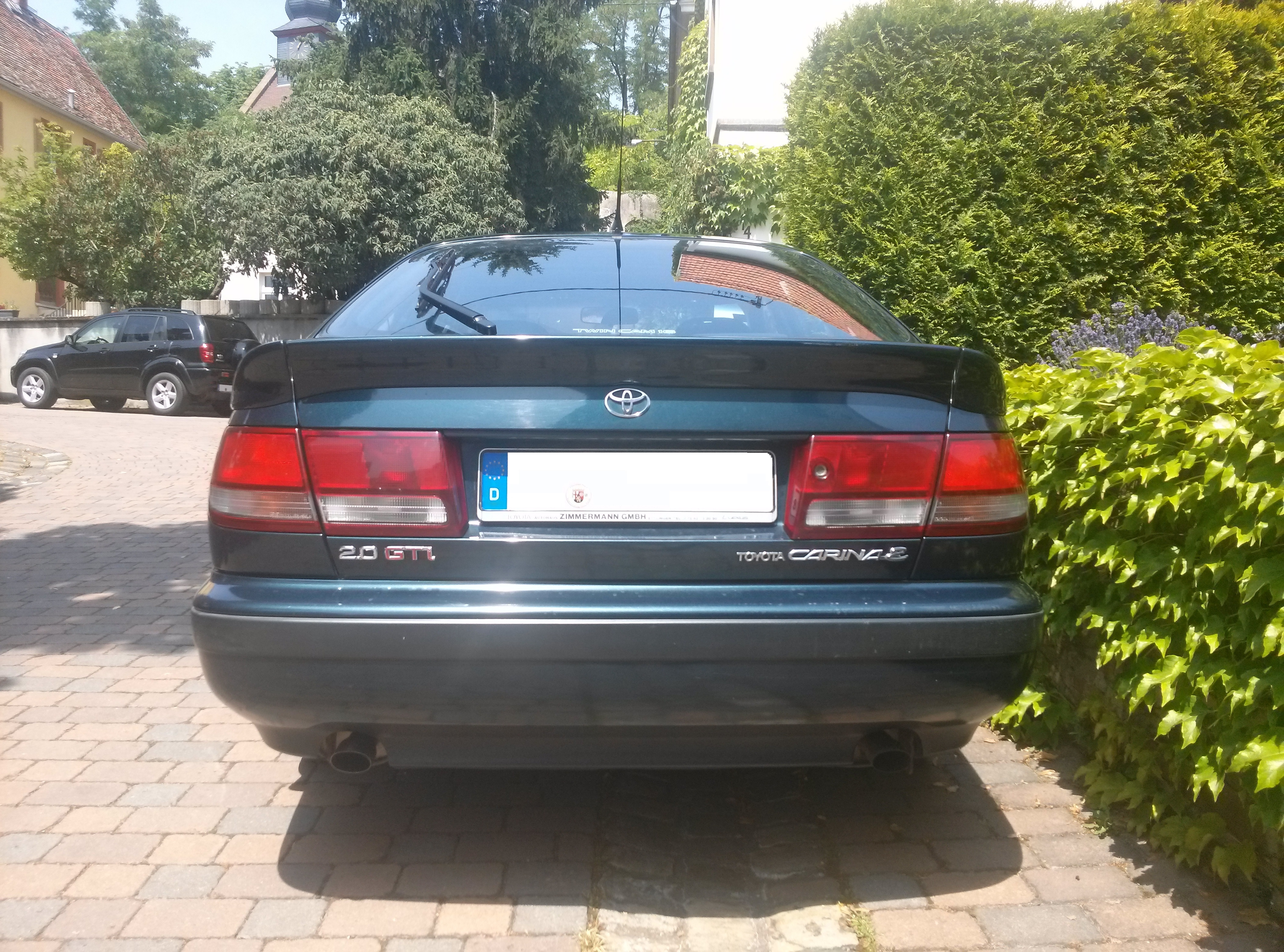
Toyota Carina E GTi (1992–1997)

Die GTi-Version des Carina E wurde ausschließlich als Schrägheck Variante angeboten. Optisch unterschied sich der GTi durch einen Heckspoiler, sowie eine Doppelstrang-Auspuffanlage. Das leistungsstärkste Modell des Carina E griff auf die Motorenpalette des Celica zurück, durch die gestiegene Leistung erhielt der Toyota auf der Vorder- und Hinterachse Scheibenbremsen. Eine technische Besonderheit war das Super Strut-Fahrwerk, welches in Europa erstmals im GTi angeboten wurde. Das Fahrwerk findet man in späteren Modellen des Celica, sowie in dessen Rallye-Versionen.

### Zuverlässigkeit
In den Statistiken von TÜV und ADAC wurde dem Carina E bescheinigt, eines der mängel- und pannenärmsten Fahrzeuge zu sein.
Auf Basis des Carina E wurde von Sommer 1996 bis Sommer 2001 auch eine Van-Version, die den Namen Toyota Picnic trug, gebaut.

## Carina (T210, 1996–2001)
Mitte 1996 wurde in Japan die letzte Generation des Carina eingeführt. Er war baugleich mit dem Corona Premio und wurde im Sommer 2001 vom Toyota Allion abgelöst.

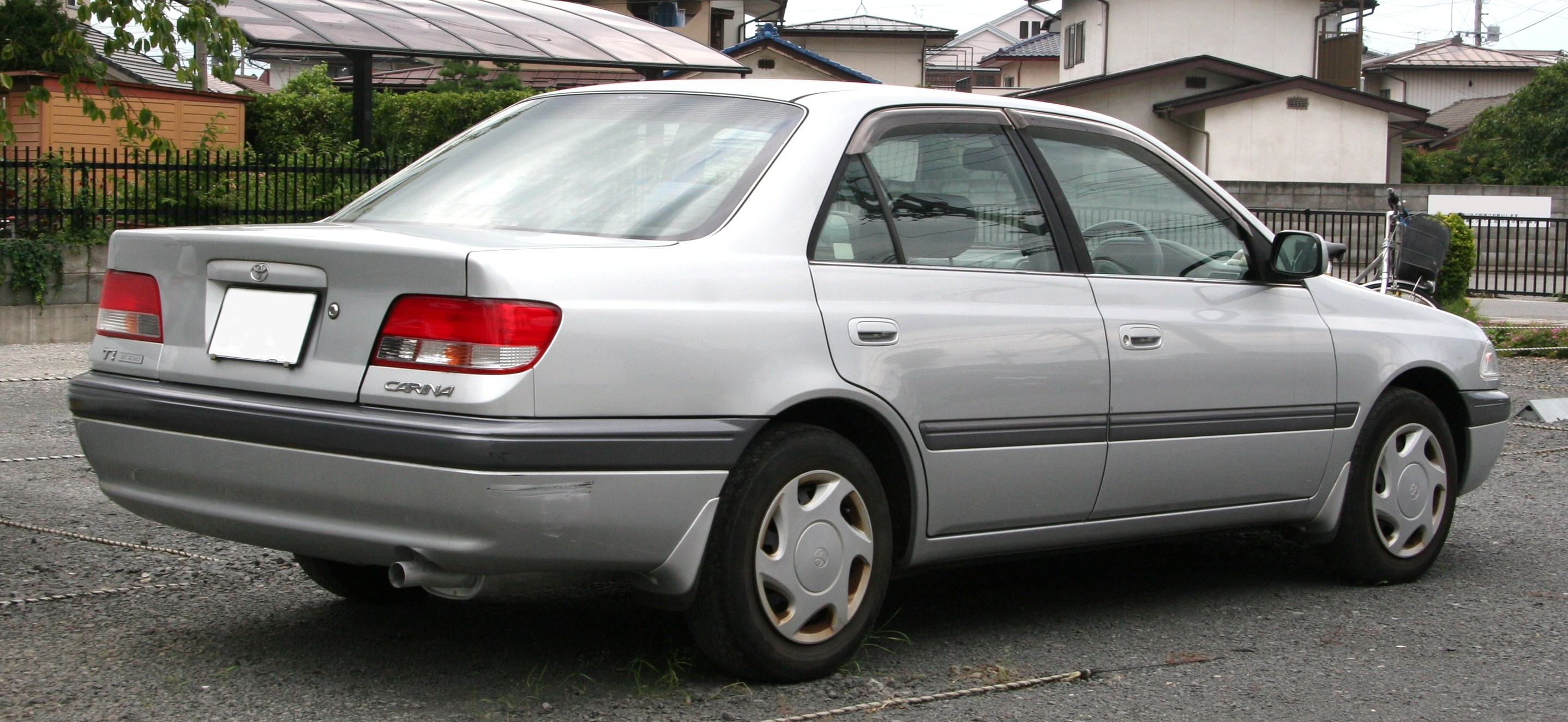
Heckansicht
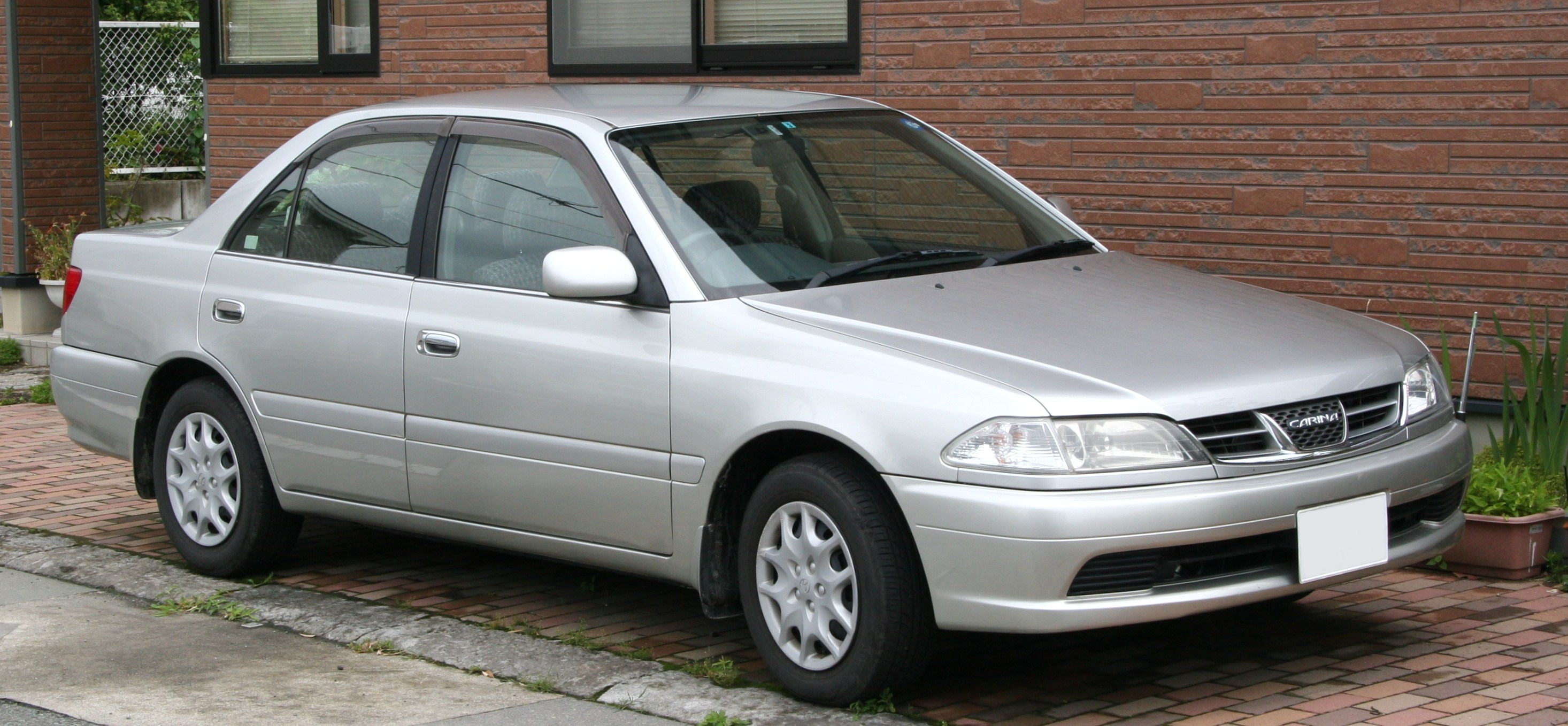
Facelift (1998)
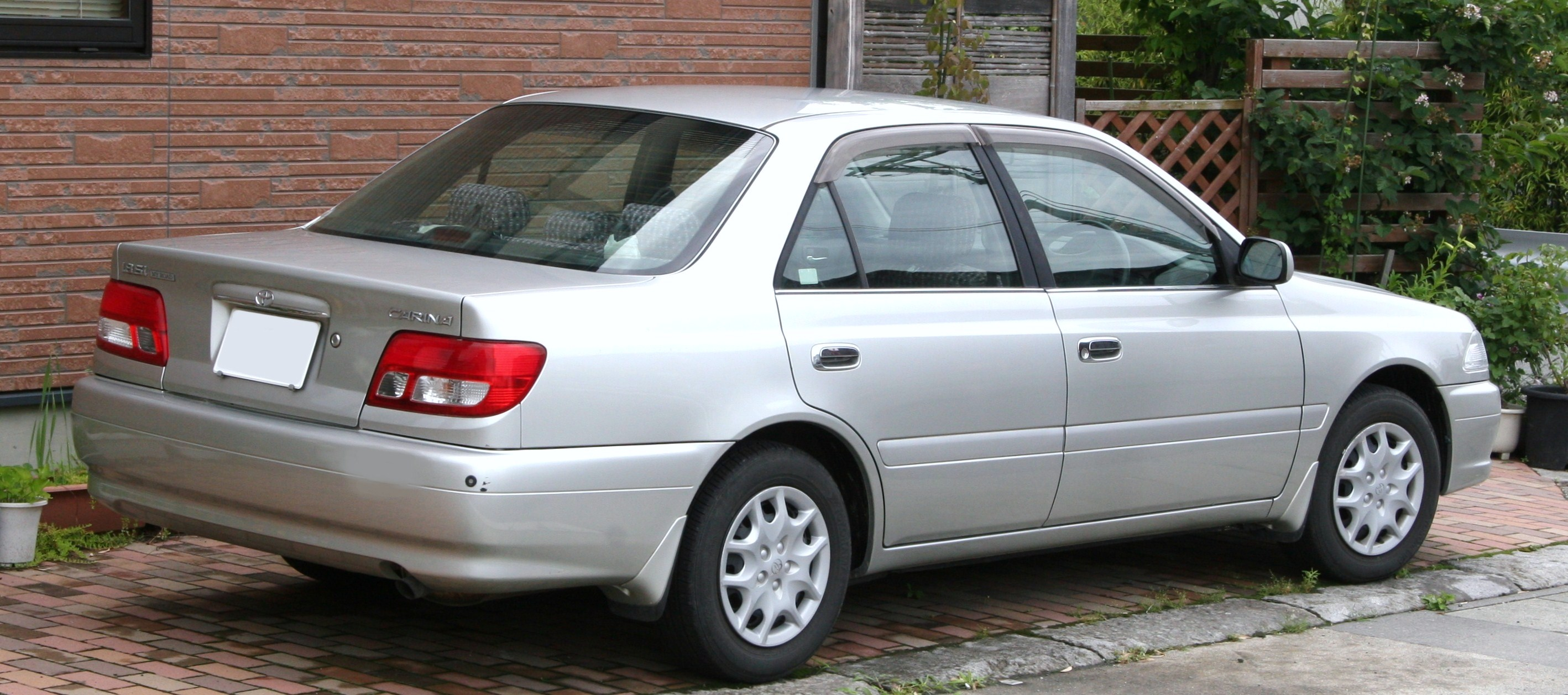
Heckansicht
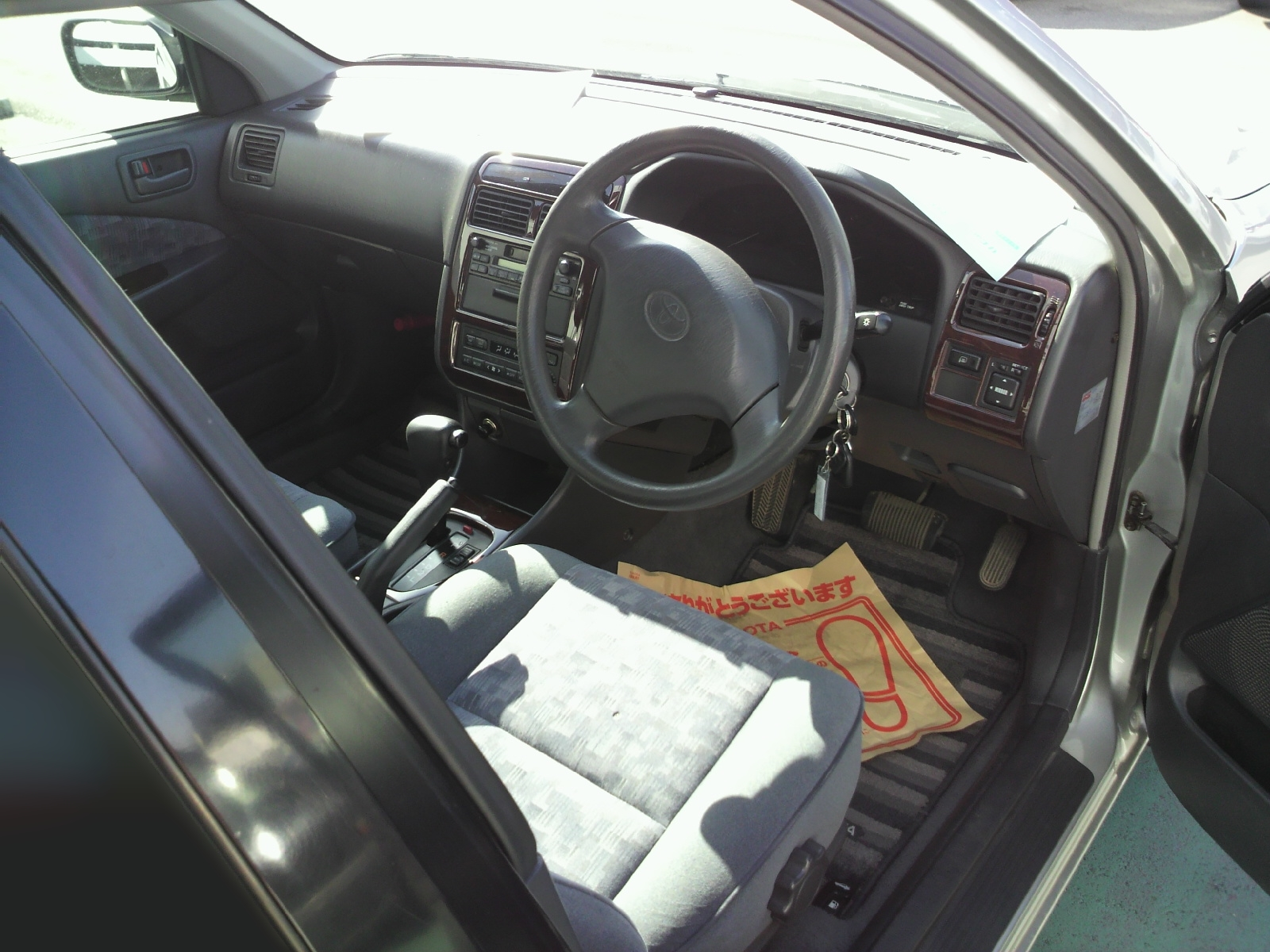
Innenraumansicht